# ビー・ザ・ウルフ
ビー・ザ・ウルフ（BE THE WOLF）は、2011年に結成されたイタリアのハードロックバンドである。結成当初は4人だったがデビュー直前にギタリストが脱退、現在は3人で活動している。

## 音楽的特徴・歴史
マルコ・ヴェルドネ、フランチェスコ・プリオーリの在籍していたバンドが新しいボーカリストを探しており、フェデリコ・モンデッリが加入。その後、ポール・カネッティと出会ったことで、BE THE WOLFの前身となるバンドを結成。2011年、特定のジャンルや定義、レーベルにも縛られることなく「ロック・ミュージックを書き、プレイする」ことを目標に掲げて、BE THE WOLFの活動を開始した。2015年2月24日、彼らのFacebook上でフランチェスコが「友好的に脱退」と発表があり、以降、3人で活動している。
2015年にアルバム『IMAGO』を発表、メジャーデビューを果たす。『IMAGO』のブックレットではフランチェスコへの謝辞が書かれている。
雑誌『BURRN!』の読者投票で、2015年度のBRIGHTEST HOPEを獲得している。
日本での『IMAGO』のリリースは2015年11月25日だったが、そのおよそ半年後の2016年6月20日には、マーキー・インコーポレイティドの招聘により、Shibuya O-WESTにてショーケース・ギグを行った。ライブ前日に行われたYATSUI FESTIVALにも出演しており、畑違いのイベントであるにもかかわらず、観客が徐々に増えていった。
メインソングライターはフェデリコで、彼がアコースティック・ギターで書いた曲をリハーサル・ルームに持ち込み、他のメンバーとのセッションで曲を作り上げる形式である。また、アルバムのアートワークやミュージック・ビデオについても、グラフィック・デザイナーであるフェデリコが担当している。

## メンバー

### 現メンバー
- フェデリコ・モンデッリ Federico Mondelli (Vo/G) (2011- )
- マルコ・ヴェルドネ Marco Verdone (B) (2011- )
- ポール・カネッティ Paul Canetti (Ds) (2011- )

### 旧メンバー
- フランチェスコ・プリオーロ Francesco Priolo (G) (2011-2015)

## ディスコグラフィ

### スタジオ・アルバム
- 2015年 IMAGO
- 2016年 ROUGE
- 2018年 EMPRESS
- 2020年 TORINO